# Bo Göransson
Bo Lennart Göransson, född 5 maj 1942, är en svensk ämbetsman.
Bo Göransson utbildade sig till civilekonom på Handelshögskolan i Stockholm med examen 1965. Han arbetade inom SIDA 1969-88, bland annat som biträdande generaldirektör 1977-86. Han var statssekreterare för immigrationsfrågor i arbetsmarknadsdepartementet 1988-91, generaldirektör för SIDA 1994-95 och för den efterträdande myndigheten Sida 1995-2003 samt ambassadör i Nairobi 2003-06, sidoackrediterad till Kigali, Bujumbura, Mogadishu, Victoria och Moroni.